# Фаррелл, Кевин
Кевин Джозеф Фаррелл (англ. Kevin Joseph Farrell; род. 2 сентября 1947, Дублин, Ирландия) — ирландско-американский кардинал и ватиканский куриальный сановник. Титулярный епископ Русуккуру и вспомогательный епископ Вашингтона с 28 декабря 2001 года по 6 марта 2007 года. Епископ Далласа с 6 марта 2007 года по 15 августа 2016 года. Префект Дикастерии по делам мирян, семьи и жизни с 15 августа 2016 года. Камерленго Римско-католической церкви с 14 февраля 2019 года. Кардинал-дьякон с титулярной диаконией Сан-Джулиано-Мартире с 19 ноября 2016 года.

## Ранние годы
Кевин Фаррелл родился 2 сентября 1947 года, в Дублине, Ирландия, его родной язык гэльский. Второй из четырёх сыновей, у него есть старший брат, Брайан, который также стал католическим епископом. Фаррелл учился у христианских братьев в Дримне, и вступил в новициат Легиона Христа в 1966 году. В 1967 году он посетил США во время сбора средств для миссий Латинской Америки за счёт Священной Конгрегации Пропаганды веры.
Он получил степень бакалавра искусств в Университете Саламанки в Испании, а затем учёба в Папском Григорианском университете в Риме, где он получил степень магистра в области философии и лиценциат в богословии. Фаррелл также присутствовал в Папском университете святого Фомы Аквинского (Ангеликум), получив степень в догматическом богословии (1976 год) и пастырском богословии (1977 год). Он также имеет степень магистра делового администрирования от Университета Нотр-Дам.

## Священство
Фаррелл был рукоположен в священники в Риме 24 декабря 1978 года. Затем он служил капелланом Университета Монтеррея, в Мексике, где он также проводил семинары в области биоэтики и социальной этики. Он был также генеральным администратором Легиона Христа ответственным за семинарии и католические школы в Италии, Испании и Ирландии.
В 1984 году Фаррелл был назначен в США и инкардинирован в архиепархии Вашингтона, округ Колумбия. Он служил в качестве помощника кюре в церкви Святого Петра в Олни, церкви Святого Варфоломея в Бетесде, и церкви Святой апостола Фомы в Вашингтоне. Он был преемником отца-капуцина Шон О’Мелли, на посту директора испанского католического центра в 1986 году.
Фаррелл стал исполняющим обязанности директора католических благотворительных организаций в 1988 году и был архидиоцезальным секретарём финансов с 1989 года по 2001 год. Его возвели в ранг Почётного прелата Его Святейшества в 1995 году. В 2001 году он был назначен генеральным викарием архиепархии и пастором церкви Благовещения в Вашингтоне.

## Епископ
28 декабря 2001 года папа римский Иоанн Павел II назначил Фаррелла вспомогательным епископом архиепархии Вашингтона с титулярной епархией Русуккуру. Его ординация состоялась 11 февраля 2002 года, рукополагал кардинал Теодор Маккэррик — архиепископ Вашингтона, соконсекраторами которого были кардинал Джеймс Алоизиус Хики — бывший архиепископ Вашингтона и Леонард Джеймс Оливиер — вспомогательный епископ Вашингтона. Фаррелл служил в архиепархии до 2007 года в качестве модератора вашингтонской курии и главного генерального викария.
6 марта 2007 года Фаррелл был назначен епископом Далласа Папой Бенедиктом XVI, чтобы сменить уходящего в отставку епископа Чарльза Виктора Грэманна. Его интронизация прошла 1 мая 2007 года.
В Конференции католических епископов США, Фаррелл являлся консультантом Комитета по вопросам миграции, который осуществляет надзор за департаментом миграции и служению беженцам. Этот департамент выступает и адвокатами для беженцев, лиц, получивших убежище, других вынужденных переселенцев, иммигрантов и активных людей. Фаррелл также в 2009 году избран председательствующим Комитета по делам национальных коллекций Конференции католических епископов США, который поддерживает рациональное управление и координирует коллекции для социальной справедливости, евангелизации, образования и институционального развития. Он занял кресло председательствующего в ноябре 2009 года.
Старший брат Кевина Фаррелла — епископ Брайан Фаррелл (род. 1944), в 2002—2024 годах был секретарём Папского совета по содействию христианскому единству.

## На работе в Римской курии
17 августа 2016 года папа Франциск назначил епископа Фаррела префектом недавно созданной Дикастерии по делам мирян, семьи и жизни.
14 февраля 2019 года папа Франциск назначил кардинала Фаррелла камерленго Римско-католической церкви.

## Кардинал
9 октября 2016 года, во время чтения молитвы Ангелус Папа Франциск объявил, что будут созданы новые кардиналы на консистории от 19 ноября 2016 года, среди которых был назван Кевин Фаррелл.